# 1434
1434 (MCDXXXIV) a fost un an comun al calendarului iulian, care a început într-o zi de vineri.

## Nașteri
- 18 septembrie: Eleanor a Portugaliei, soția lui Frederic al III-lea, Împărat Roman (d. 1467)

## Decese
- 1 iunie: Vladislav al II-lea al Poloniei  (n. 1362)
- dată necunoscută: Kujava Radinović  (n. ?)
- dată necunoscută: Cecília Rozgonyi  (n. 1398)